# DIVER-組対潜入班-
『DIVER-組対潜入班-』（ダイバー そたいせんにゅうはん）は、大沢俊太郎による日本の漫画。青年漫画雑誌『グランドジャンプPREMIUM』（集英社）にて2014年11月号から2015年3月号まで短期集中連載されたのち、『グランドジャンプ』（同社刊）にて2020年9号から2020年15号まで連載された。
2020年9月22日から福士蒼汰主演でドラマ化された。

## 書誌情報
- 大沢俊太郎 『DIVER-組対潜入班-』 集英社〈ヤングジャンプ・コミックス〉、全3巻
  1. 2015年12月18日発売、ISBN 978-4-08-890338-5
  2. 2016年4月19日発売、ISBN 978-4-08-890444-3
  3. 2020年8月19日発売、ISBN 978-4-08-891637-8

## テレビドラマ
同作品を原作とした『DIVER-特殊潜入班-』（ダイバー とくしゅせんにゅうはん）と題してテレビドラマ化され、2020年9月22日から10月20日までカンテレ制作、フジテレビ系「火曜21時枠」で放送された。主演は福士蒼汰が務め、全5回放送。
警察が舌を巻くほどの巧妙な手口を編み出す高いIQ、判断力、身体能力が認められて、警察内に秘密裏に結成された“D班”と呼ばれる潜入捜査チームの一員となり、悪の根源を壊滅させるためには手段を選ばずに、氷のような心を持って悪に立ち向かう黒沢兵悟を福士が演じ、D班のメンバーが暴力団や詐欺集団といった悪の組織に架空の人物となって潜入し捜査を行い活躍するさまを描く。なお、撮影は兵庫、大阪を中心に関西地区で行われた。
8月10日には追加キャストが発表され、主人公のライバルとして野村周平が『恋仲』以来5年ぶりに、福士と共演することになった。
キャッチコピーは「闇に潜れ、真実を掴め。」。

### キャスト
黒沢兵悟（くろさわ ひょうご）〈28〉
演 - 福士蒼汰（幼少期：津山晄士朗）
兵庫県警・潜入捜査課D班。元天才詐欺師。
佐根村将（さねむら しょう）〈27〉
演 - 野村周平
潜入捜査課D班。元海上自衛隊。
伊達直哉（だて なおや）〈45〉
演 - 安藤政信
組織犯罪対策課。潜入捜査課D班・班長。元警視庁捜査一課。
上島哲哉（うえしま てつや）
演 - 正門良規 (Aぇ! group / 関西ジャニーズJr.)
組織犯罪対策課の新人刑事。潜入捜査課D班の存在を知らない。
阿久津洋子（あくつ ようこ）〈47〉
演 - りょう
兵庫県警本部長。潜入捜査課D班を極秘に結集させ、影で操る。
宮永壮一（みやなが そういち）
演 - 浜野謙太
ハッカー。潜入捜査課D班。
皆本麗子（みなもと れいこ）
演 - 片瀬那奈
神戸・元町の闇医者。潜入捜査課D班。
鏡光一（かがみ こういち）
演 - 正名僕蔵
組織犯罪対策課・課長。潜入捜査課D班の存在を知らない。
大山崇（おおやま たかし）
演 - 中山義紘
組織犯罪対策課の中堅刑事。鏡の部下。潜入捜査課D班の存在を知らない。

#### ゲスト
第1話
海藤武史（かいとう たけし）〈54〉
演 - 杉本哲太
第2話
小野原光生（おのはら こうせい）
演 - 鈴木仁
井川エリ（いがわ えり）
演 - 山口真帆
橘由紀夫
演 - 山中崇
第3話
飯島洋介（いいじま ようすけ）〈36〉
演 - 梅原勇輝
伊達亜紀（だて あき）
演 - 宮野陽名
第4話
遠藤洋三（えんどう ようぞう）
演 - 小市慢太郎
渡辺和之（わたなべ かずゆき）〈51〉
演 - 戸田昌宏
田島健人（たじま けんと）
演 - 谷口高史
真下一郎（ました いちろう）
演 - 峰蘭太郎

### スタッフ
- 原作 - 大沢俊太郎『DIVER-組対潜入班-』（グランドジャンプ〈集英社〉連載中）
- 脚本 - 宇田学
- 脚本協力 - 植村好宏
- 演出 - 宝来忠昭、木村弥寿彦、西片友樹
- 主題歌 - コブクロ「灯ル祈リ」（ワーナーミュージック・ジャパン）[9]
- 音楽 - KOHTA YAMAMOTO
- 医療監修 - 監修医療法人スミレ会グループ
- リーガルアドバイザー - 芦原愛一郎
- 警察監修 - 板東正敏
- プロデュース - 萩原崇（カンテレ）、大城哲也（ジニアス）
- 制作協力 - ジニアス
- 製作著作 - カンテレ

### 放送日程
| 話数                                                         | 放送日   | サブタイトル                                | 演出       | 視聴率 |
| ------------------------------------------------------------ | -------- | ------------------------------------------- | ---------- | ------ |
| 第1話                                                        | 9月22日  | 最凶の潜入捜査官!特殊詐欺の闇を追え         | 宝来忠昭   | 9.6%   |
| 第2話                                                        | 9月29日  | 新たな捜査官登場!女子大生連続自殺の謎を解け | 宝来忠昭   | 6.1%   |
| 第3話                                                        | 10月6日  | 闇サイト連続殺人!狙われた娘を救え!          | 木村弥寿彦 | 5.8%   |
| 第4話                                                        | 10月13日 | 謎の爆発とテロ計画、最大の敵と全面対決      | 西片友樹   | 6.6%   |
| 最終話                                                       | 10月20日 | 最終回!衝撃の結末、真の敵への反撃開始       | 西片友樹   | 6.7%   |
| （視聴率はビデオリサーチ調べ、関東地区・世帯・リアルタイム） |          |                                             |            |        |

| カンテレ制作・フジテレビ系 火曜21時枠               | カンテレ制作・フジテレビ系 火曜21時枠          | カンテレ制作・フジテレビ系 火曜21時枠        |
| 前番組                                              | 番組名                                         | 次番組                                       |
| --------------------------------------------------- | ---------------------------------------------- | -------------------------------------------- |
| 竜の道 二つの顔の復讐者 （2020年7月28日 - 9月15日） | DIVER-特殊潜入班- （2020年9月22日 - 10月20日） | 姉ちゃんの恋人 （2020年10月27日 - 12月22日） |